# Natálie Dejmková
Natálie Dejmková (ur. 15 września 1996 w Libercu) – czeska skoczkini narciarska, reprezentantka SK Ještěd Liberec.
Na międzynarodowej arenie zadebiutowała 3 października 2008 w Libercu podczas zawodów Pucharu Kontynentalnego, oddając skok na odległość 49 m na skoczni normalnej.
9 marca 2012 w ostatnim konkursie Pucharu Świata w sezonie 2011/2012 w Oslo zajęła 29. miejsce, po skokach na 86,5 m i 83 m.
19 lutego 2013 zajęła 11. miejsce na olimpijskim festiwalu młodzieży Europy w konkurencji indywidualnej, po skokach na odległość 59,5 i 61,5 metra. Dwa dni później zdobyła złoty medal w konkurencji drużynowej, w której wystąpiła wraz z Karolíną Indráčkovą, Michaelą Rajnochovą i Barborą Blažkovą.

## Mistrzostwa świata juniorów
| Miejsce | Dzień       | Rok  | Miejscowość | Skocznia       | Punkt K | HS     | Konkurs | Skok 1 | Skok 2 | Nota                  | Strata    | Zwycięzca      |
| ------- | ----------- | ---- | ----------- | -------------- | ------- | ------ | ------- | ------ | ------ | --------------------- | --------- | -------------- |
| 50.     | 27 stycznia | 2011 | Otepää      | Tehvandi       | K-90    | HS-100 | ind.    | 59,0 m | –      | 41,5 pkt              | 216,0 pkt | Coline Mattel  |
| 21.     | 23 lutego   | 2012 | Erzurum     | Kiremitliktepe | K-95    | HS-109 | ind.    | 88,5 m | 85,0 m | 181,5 pkt             | 95,0 pkt  | Sara Takanashi |
| 4.      | 25 lutego   | 2012 | Erzurum     | Kiremitliktepe | K-95    | HS-109 | druż.   | 83,0 m | 87,5 m | 712,0 pkt (178,0 pkt) | 256,0 pkt | Japonia        |

## Igrzyska olimpijskie młodzieży
| Miejsce | Dzień       | Rok  | Miejscowość | Skocznia                   | Konkurs                         | Skok 1 | Skok 2 | Nota                 | Strata    | Zwycięzca      |
| ------- | ----------- | ---- | ----------- | -------------------------- | ------------------------------- | ------ | ------ | -------------------- | --------- | -------------- |
| 6.      | 14 stycznia | 2012 | Innsbruck   | Toni-Seelos-Olympiaschanze | Skocznia normalna indywidualnie | 64,5 m | 63,5 m | 196,3 pkt            | 73,0 pkt  | Sara Takanashi |
| 8.      | 21 stycznia | 2012 | Innsbruck   | Toni-Seelos-Olympiaschanze | Skocznia normalna drużynowo     | 48,0 m | 45,5 m | 537,5 pkt (99,5 pkt) | 102,6 pkt | Niemcy         |

## Zimowy olimpijski festiwal młodzieży Europy
| Miejsce | Dzień     | Rok  | Miejscowość | Skocznia                    | Punkt K | HS    | Konkurs  | Skok 1 | Skok 2 | Nota                  | Strata   | Zwycięzca      |
| ------- | --------- | ---- | ----------- | --------------------------- | ------- | ----- | -------- | ------ | ------ | --------------------- | -------- | -------------- |
| 11.     | 19 lutego | 2013 | Râșnov      | Trambulina Valea Cărbunării | K-64    | HS-72 | indywid. | 59,5 m | 61,5 m | 201,2 pkt             | 23,8 pkt | Anna Rupprecht |
| 1.      | 21 lutego | 2013 | Râșnov      | Trambulina Valea Cărbunării | K-64    | HS-72 | druż.    | 60,5 m | 59,5 m | 812,9 pkt (200,3 pkt) | –        | –              |

## Puchar Świata

### Miejsca w klasyfikacji generalnej
| Sezon     | Miejsce |
| --------- | ------- |
| 2011/2012 | 50.     |

### Miejsca w poszczególnych konkursachPucharu Świata
| Sezon 2011/2012                                                                                      |              |              |          |          |            |            |        |        |     |     |     |      |        |
| Lillehammer                                                                                          | Hinterzarten | Hinterzarten | Predazzo | Predazzo | Hinzenbach | Hinzenbach | Ljubno | Ljubno | Zaō | Zaō | Zaō | Oslo | punkty |
| - | -            | -            | -        | -        | -          | -          | -      | -      | -   | -   | -   | 29   | 2      |
| Legenda                                                                                              |              |              |          |          |            |            |        |        |     |     |     |      |        |
| 1 2 3 4-10 11-30 poniżej 30 q – zawodniczka nie zakwalifikowała się - – zawodniczka nie wystartowała |              |              |          |          |            |            |        |        |     |     |     |      |        |

## Letnie Grand Prix

### Miejsca w poszczególnych konkursachLGP
| 2012                                                                                                 |                    |              |              |        |
| Courchevel 15.08                                                                                     | Hinterzarten 17.08 | Ałmaty 22.09 | Ałmaty 23.09 | punkty |
| 45                                                                                                   | 49                 | -            | -            | 0      |
| Legenda                                                                                              |                    |              |              |        |
| 1 2 3 4-10 11-30 poniżej 30 q – zawodniczka nie zakwalifikowała się - – zawodniczka nie wystartowała |                    |              |              |        |

## Puchar Kontynentalny

### Miejsca w klasyfikacji generalnej
| Sezon     | Miejsce |
| --------- | ------- |
| 2011/2012 | 65.     |

### Miejsca w poszczególnych konkursachPucharu Kontynentalnego
| Sezon 2011/2012                                              |           |          |          |          |          |         |        |
| Rovaniemi                                                    | Rovaniemi | Notodden | Notodden | Zakopane | Zakopane | Liberec | punkty |
| -                                                            | -         | -        | -        | -        | -        | 24      | 7      |
| Legenda                                                      |           |          |          |          |          |         |        |
| 1 2 3 4-10 11-30 poniżej 30 - – zawodniczka nie wystartowała |           |          |          |          |          |         |        |

## Letni Puchar Kontynentalny

### Miejsca w poszczególnych konkursach Pucharu Kontynentalnego
| 2008                                                         |              |                |                |             |             |            |            |         |         |         |        |        |        |        |        |        |        |        |
| Bischofsgrün                                                 | Pöhla        | Bischofshofen  | Bischofshofen  | Lillehammer | Lillehammer | Oberstdorf | Oberstdorf | Liberec | Liberec | punkty  | punkty | punkty | punkty | punkty | punkty | punkty | punkty | punkty |
| -                                                            | -            | -              | -              | -           | -           | -          | -          | 43      | 43      | 0       | 0      | 0      | 0      | 0      | 0      | 0      | 0      | 0      |
| 2010                                                         |              |                |                |             |             |            |            |         |         |         |        |        |        |        |        |        |        |        |
| Bischofsgrün                                                 | Bischofsgrün | Oberwiesenthal | Oberwiesenthal | Lillehammer | Lillehammer | Oslo       | Oslo       | Falun   | Falun   | Liberec | punkty |        |        |        |        |        |        |        |
| -                                                            | -            | -              | -              | -           | -           | -          | -          | -       | -       | 33      | 0      |        |        |        |        |        |        |        |
| Legenda                                                      |              |                |                |             |             |            |            |         |         |         |        |        |        |        |        |        |        |        |
| 1 2 3 4-10 11-30 poniżej 30 - − zawodniczka nie wystartowała |              |                |                |             |             |            |            |         |         |         |        |        |        |        |        |        |        |        |